# Francisco de los Ángeles Quiñones

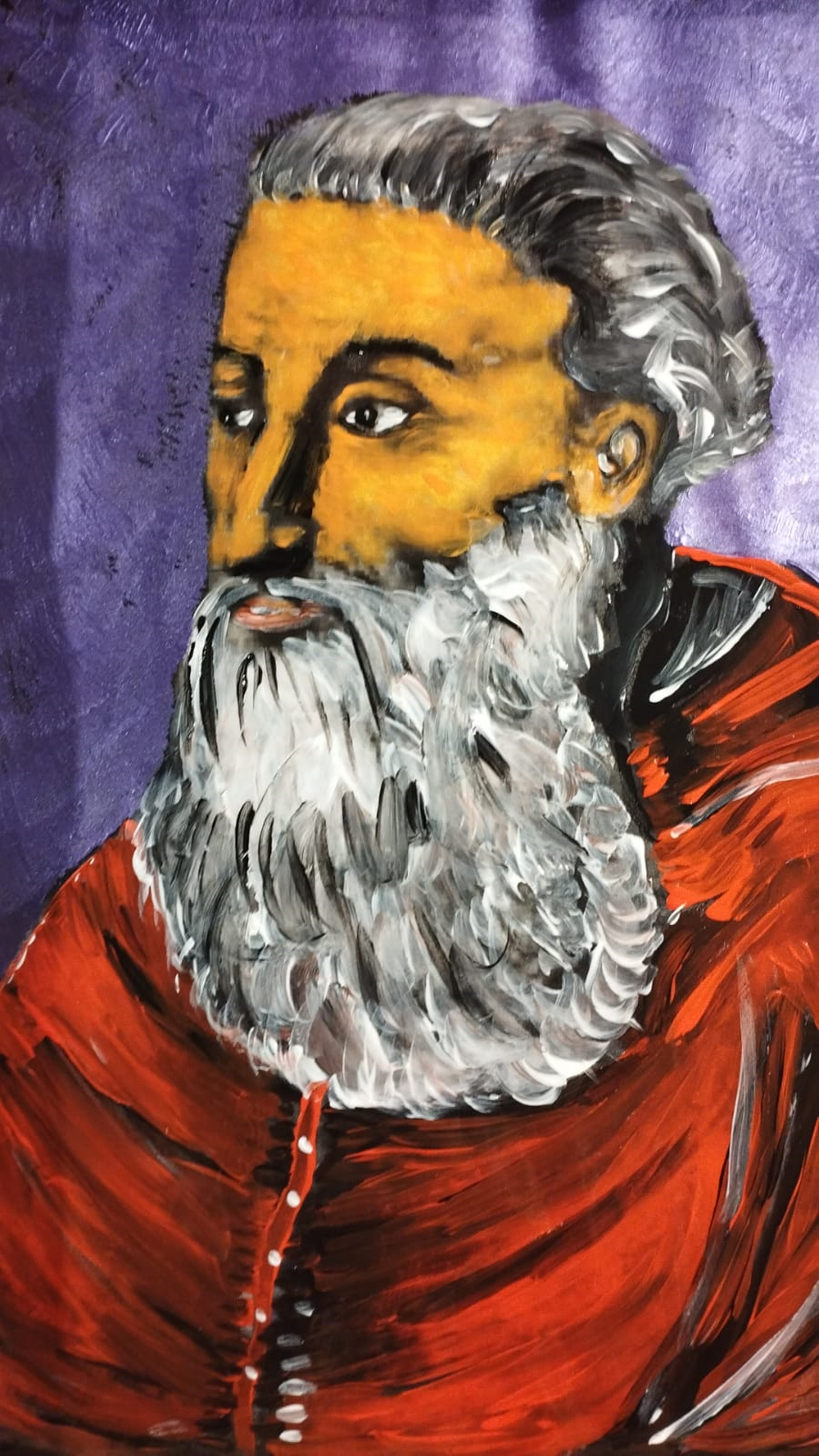
Dipinto Francisco de los Ángeles Quiñones - Fiore Luca 2022

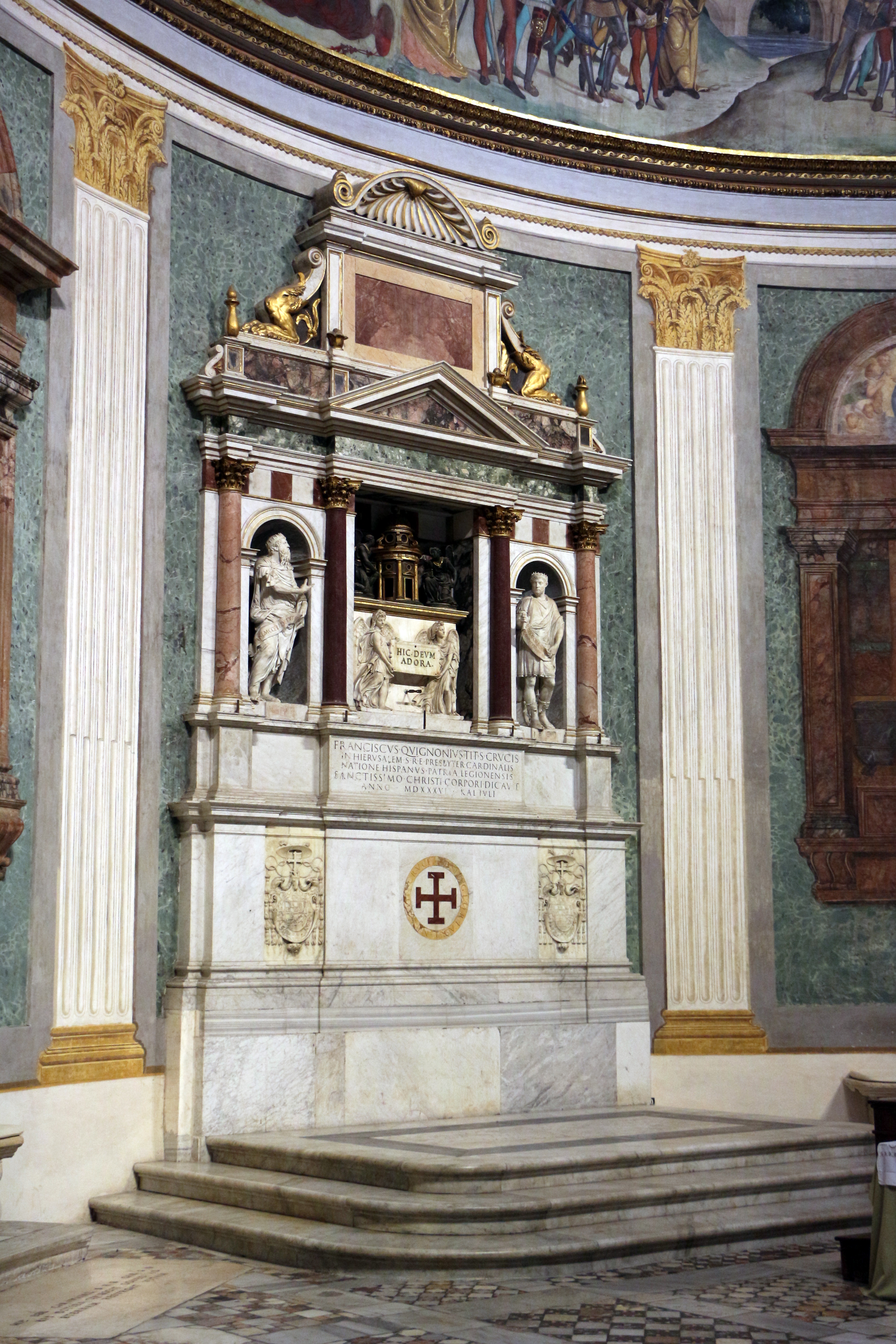
La tomba del cardinale Francisco Quiñones nella basilica di Santa Croce in Gerusalemme, opera del Sansovino

Francisco de los Ángeles Quiñones, al secolo Enrique de Quiñones (León, 1475 – Veroli, 5 novembre 1540), è stato un religioso, vescovo cattolico e cardinale spagnolo.

## Biografia
Nacque a León nel 1475, figlio di Diego Fernandez de Quiñones, conte di Luna e della contessa Juana Enríquez de Guzmán. Fu educato come paggio del cardinale Cisneros e all'età di sedici anni entrò nell'Ordine dei frati minori, nel convento di Santa Maria degli Angeli di Alcalá de Henares, prendendo il nome di Francesco degli Angeli.
Papa Leone X, con apposita bolla pontificia lo autorizzò a recarsi in missione presso le popolazioni dell'America latina, di recente conquista coloniale. Tuttavia gli incarichi ricevuti e il decesso di uno dei due francescani che lo avrebbero accompagnato gli impedirono la partenza e l'organizzazione della missione.
Durante la rivolta dei comuneros egli funse da mediatore fra questi ultimi e l'imperatore e quando essi furono sconfitti nel 1522, egli invocò presso l'imperatore stesso clemenza per loro.
Tra il 1523 e il 1524 organizzò l'invio di dodici confratelli dell'Ordine come missionari in Messico.
Nel 1523 il capitolo generale dell'Ordine lo elesse ministro generale dell'Ordine dei francescani osservanti, carica che mantenne fino al 1527.
A causa del sacco di Roma del 6 maggio 1527, il papa fu costretto a rifugiarsi in Castel Sant'Angelo ove rimase sotto assedio; il Quiñones fu inviato dal pontefice a Madrid per trattare con l'Imperatore e comporre il dissidio tra quest'ultimo e il papa. La missione del Quiñones ebbe successo e il papa fu liberato dall'assedio delle truppe imperiali il 6 dicembre 1527.
Papa Clemente VII lo elevò al rango di cardinale nel concistoro del 7 dicembre 1527, con il titolo di cardinale presbitero di Santa Croce in Gerusalemme. L'attività diplomatica impedì al Quiñones di proseguire nel governo dell'Ordine francescano, per cui rassegnò le dimissioni da Ministro generale dell'Ordine nel dicembre 1527.
Tra il luglio e il dicembre del 1528 fu alla corte di Carlo V per comporre definitivamente il conflitto fra il papa e l'imperatore, opera che si concluse con successo con i trattati di Barcellona (giugno 1529) e di Cambrai (agosto 1529).
Il 5 dicembre 1530 fu eletto vescovo di Coria e circa un anno dopo fu consacrato.
Nel 1534 partecipò al conclave che elesse papa Paolo III.
Fu camerlengo del Sacro Collegio dal gennaio 1535 al gennaio 1536.
Nel 1536 fu nominato amministratore apostolico della diocesi di Ravello, carica che mantenne per circa un anno.
Morì il 5 novembre 1540 all'età di 65 anni.
Fu sepolto nella basilica di Santa Croce in Gerusalemme, in un monumento di Jacopo Sansovino, dietro l'altare maggiore.

## Genealogia episcopale
La genealogia episcopale è:
- Cardinale Guillaume d'Estouteville, O.S.B.Clun.
- Papa Sisto IV
- Papa Giulio II
- Cardinale Raffaele Riario
- Papa Leone X
- Papa Clemente VII
- Cardinale Francisco de los Ángeles Quiñones, O.F.M.